# Alessandro Bovolenta
Alessandro Alberto Bovolenta (ur. 27 maja 2004 w Rzymie) – włoski siatkarz, reprezentant Włoch juniorów, grający na pozycji atakującego. 
Jego ojciec Vigor Bovolenta i mama Federica Lisi grali zawodowo w siatkówkę. Również jej młodsza o 4 lata siostra Arianna jest siatkarką.
Na Mistrzostwach Świata Kadetów w 2021 roku zajął wraz z reprezentantami Włoch 6. miejsce. 
19 sierpnia 2023 roku zadebiutował w reprezentacji Włoch podczas Memoriału Huberta Jerzego Wagnera 2023 w meczu przeciwko Słowenii.

## Sukcesy reprezentacyjne
Olimpijski Festiwal Młodzieży Europy:
- 2022[10]

Mistrzostwa Europy Juniorów:
- 2022[11]

Mistrzostwa Świata Juniorów:
- 2023[12]

Mistrzostwa Europy:
- 2023[13]

Liga Narodów:
- 2025[14]

## Nagrody indywidualne
- 2022: MVP Mistrzostw Europy Juniorów[15]